# كورنيليو
كورنيليو (بالإيطالية: Corniglio)‏ هي بلدية في مقاطعة بارما في إقليم إميليا رومانيا الإيطالي.

## السكان
في سنة 1861 بلغ عدد السكان 5٬533 نسمة، وتطور العدد ليصل في سنة 2011 لـ 1٬997 نسمة.
يظهر هذا المخطط البياني تطور النمو السكاني لـ كورنيليو